# 向东方

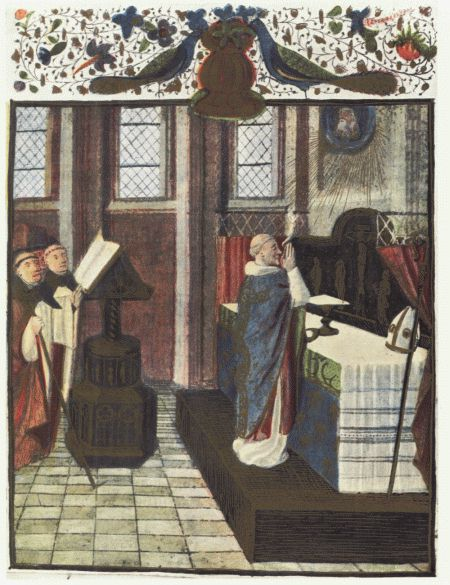
15世紀一位主教帶領眾人在彌撒中舉行向東方的儀式

向东方（拉丁語：Ad orientem），是用來描述基督教祈禱和基督教崇拜的東向的短語，由介詞ad（朝向）和orior（上升）的分詞oriens（上升，日出，東方）組成。
向东方被用來描述早期基督徒在祈禱時所面臨的向東祈禱的方向，這種做法在東正教會、東方正統教會、敘利亞更正教派、東方亞述教會中繼續存在，它同時存在在東儀天主教會以及東儀路德教會的儀式中。向东方儀式和脫利騰彌撒直到1960年代前一直都是羅馬天主教會中的範式。